# Бедный Пьеро
«Бедный Пьеро» (фр. Pauvre Pierrot) — немой короткометражный мультфильм Эмиля Рейно. Мультфильм был показан вместе с мультфильмами «Кружка пива» и «Клоун и его собачки» в Музее Гревен, Франция. Премьера прошла там же 28 октября 1892 года. Из пятнадцати минут сохранилось только четыре.
Формально не является мультфильмом, так как сделан не в виде киноленты, а в виде набора пластинок для зоотропа.